# Le Temps des cannibales
Pour plus de détails, voir Fiche technique et Distribution.
Le Temps des cannibales est un film allemand sorti le 22 mai 2014 et dirigé par Johannes Naber.

## Synopsis
Deux consultants allemands travaillant pour une multinationale allemande sont au Nigéria pour négocier un important contrat avec un client local. Ils attendent dans l'hôtel international dont ils ne sortent jamais, l'arrivée d'un troisième collègue. Mais une consultante allemande vient remplacer à l'impromptu ce troisième consultant attendu.
Ce film est centré sur une période charnière de leur carrière. Toute l'histoire se déroule en huis clos au sein de l'hôtel international. Les protagonistes ne voient de l'extérieur à travers les vitres de leur hôtel qu'un smog permanent qui recouvre Lagos, et n'entendent que des bruits d'attentats.

## Fiche technique
- Titre : Le Temps des cannibales
- Titre original : Zeit der Kannibalen
- Réalisation : Johannes Naber
- Scénario : Stefan Weigl
- Musique : Cornelius Schwehr
- Photographie : Pascal Schmit
- Montage : Ben von Grafenstein
- Production : Milena Maitz
- Société de production : Studio-TV-Film et Arte
- Pays :  Allemagne
- Genre : Comédie dramatique
- Durée : 93 minutes
- Dates de sortie : 
  -  Allemagne : 22 mai 2014

## Accueil
Les critiques furent plutôt positives.

## Distinctions
Le film a été présenté à la Berlinale 2014 et a été primé à la 65e cérémonie du Deutscher Filmpreis.